# André Payraud
André Payraud (* 1947 oder 1948) ist ein französischer Extremsportler.
Payraud, in eine Großfamilie als neuntes von 15 Kindern geboren, rückte durch diverse sportliche Extremleistungen ins Blickfeld der Öffentlichkeit. 1982 legte er den Grundstein, als er einen auf 5160 Meter Höhe gelegenen Fluss am Mount Everest talwärts schwamm. Dies brachte ihm die Auszeichnung als „höchster Schwimmer der Welt“ im Guinness-Buch der Rekorde ein. 1985 und 1986 trainierte er dann zunächst in Indien im Ganges und anschließend im Colorado River in den USA. Es folgte 1992 ein weiteres Rekordunternehmen.
Von der Quelle des Arve am 4810 Meter hohen Mont Blanc gelangte er schwimmend bzw. treibend bis zur 800 Kilometer entfernten Rhone-Mündung ins Meer. Dabei durchquerte er mit einer Geschwindigkeit von 4,5 km/h den Genfer See, wobei ihm eine fünfköpfige Begleitmannschaft im Schlauchboot zur Seite stand.
Bekleidet bzw. ausgerüstet war er dabei mit einem Neopren-Anzug, Flossen, Helm und einem Gummireifen, der ihn vor Treibgut und Felsvorsprüngen schützen sollte. Das Unterfangen, dessen Kosten in Höhe von 100.000 DM seitens zweier Firmen-Sponsoren („Scipa“ aus Genf und „May-Top“ aus Straßburg) abgedeckt wurden, dauerte insgesamt 24 Tage lang. Er verbrachte dabei bis zu 7 Stunden täglich im Wasser. Payraud ist zudem Autor des Buches J'ai nagé pour la paix : Mont Blanc, Himalaya, Gange, Argentine, Colorado, Jourdain.